# Borel-Hierarchie

Schematische Darstellung eines Ausschnitts der Borel-Hierarchie: Pfeile zeigen die Übergänge zwischen den Mengensystemen an, die Pfeile mit weißen Quadraten Teilmengen-Relationen

In der Mathematik und insbesondere der deskriptiven Mengenlehre ist die Borel-Hierarchie eine stufenweise Aufteilung der Borelschen σ-Algebra zu einem polnischen Raum. Sie stellt einen konstruktiven Aufbau aller Borel-Mengen dar. Ist eine Eigenschaft über alle Borel-Mengen zu beweisen, ist dies oft mittels transfiniter Induktion über alle Ebenen der Borel-Hierarchie möglich.

## Definition
Über einem polnischen Raum {\displaystyle (X,{\mathfrak {T}})} ({\displaystyle {\mathfrak {T}}} Menge der offenen Mengen) seien folgende Mengensysteme induktiv definiert:
- {\displaystyle \Sigma _{1}^{0}:={\mathfrak {T}}}.
- {\displaystyle \Pi _{\alpha }^{0}:=\left\{S\subseteq X|X\setminus S\in \Sigma _{\alpha }^{0}\right\}} für jede abzählbare Ordinalzahl {\displaystyle \alpha \geq 1}.
- {\displaystyle \Sigma _{\alpha }^{0}:=\textstyle \left\{S\subseteq X|\exists A_{0},A_{1},A_{2},\ldots \in \bigcup _{p<\alpha }\Pi _{p}^{0}:S=\bigcup _{i\in \mathbb {N} }A_{i}\right\}} für jede abzählbare Ordinalzahl {\displaystyle \alpha >1}.
- {\displaystyle \Delta _{\alpha }^{0}:=\Sigma _{\alpha }^{0}\cap \Pi _{\alpha }^{0}} für jede abzählbare Ordinalzahl {\displaystyle \alpha \geq 1}.[1]

{\displaystyle \Sigma _{1}^{0}} bezeichnet also die offenen Mengen, {\displaystyle \Pi _{\alpha }^{0}} die Komplemente von {\displaystyle \Sigma _{\alpha }^{0}}-Mengen, {\displaystyle \Sigma _{\alpha }^{0}} bezeichnet die Mengen, die sich als abzählbare Vereinigung der {\displaystyle \Pi _{p}^{0}}-Mengen für {\displaystyle p<\alpha } darstellen lassen, und {\displaystyle \Delta _{\alpha }^{0}} die Mengen, die sowohl in {\displaystyle \Sigma _{\alpha }^{0}} als auch in {\displaystyle \Pi _{\alpha }^{0}} liegen.

## Abschluss- und Monotonie-Eigenschaften
- Die {\displaystyle \Sigma _{\alpha }^{0}}-Mengen sind abgeschlossen unter abzählbarer Vereinigung und endlichem Schnitt.
- Die {\displaystyle \Pi _{\alpha }^{0}}-Mengen sind abgeschlossen unter abzählbarem Schnitt und endlicher Vereinigung.
- Die {\displaystyle \Delta _{\alpha }^{0}}-Mengen sind abgeschlossen unter endlichem Schnitt, endlicher Vereinigung und Komplementbildung.
- Die {\displaystyle \Sigma _{\alpha }^{0}}-Mengen (ebenso auch die  {\displaystyle \Pi _{\alpha }^{0}}-Mengen und die {\displaystyle \Delta _{\alpha }^{0}}-Mengen) sind abgeschlossen unter stetigen Urbildern, das heißt:

Für eine stetige Funktion {\displaystyle f\colon X\to Y} zwischen topologischen Räumen {\displaystyle X} und {\displaystyle Y} ist {\displaystyle f^{-1}(A)} wiederum eine {\displaystyle \Sigma _{\alpha }^{0}}-Menge ({\displaystyle \Pi _{\alpha }^{0}}-Menge, {\displaystyle \Delta _{\alpha }^{0}}-Menge), falls {\displaystyle A\subseteq Y} eine {\displaystyle \Sigma _{\alpha }^{0}}-Menge ({\displaystyle \Pi _{\alpha }^{0}}-Menge, {\displaystyle \Delta _{\alpha }^{0}}-Menge) ist.
- {\displaystyle \Sigma _{\alpha }^{0}\subseteq \Delta _{\alpha +1}^{0}\supseteq \Pi _{\alpha }^{0}} für alle abzählbaren Ordinalzahlen {\displaystyle \alpha }.

In überabzählbaren polnischen Räumen, welche stets die Kardinalität {\displaystyle 2^{\aleph _{0}}} haben, sind diese Inklusionen immer strikt, während in abzählbaren polnischen Räumen {\displaystyle \Sigma _{2}^{0}} bereits alle Teilmengen des Raumes enthält.

## Bezug zur Borelschen σ-Algebra
Die Vereinigung aller Mengensysteme der Borel-Hierarchie bildet genau die Borelsche σ-Algebra, d. i. die kleinste σ-Algebra, die alle offenen Mengen des polnischen Raumes enthält.
Dass jede Menge in der Borelhierarchie in der Borelschen σ-Algebra enthalten sein muss, folgt unmittelbar aus den Abschlusseigenschaften einer σ-Algebra: Gäbe es Mengen in der Borel-Hierarchie, die nicht in der Borelschen σ-Algebra enthalten sind, so gäbe es eine kleinste Ordinalzahl {\displaystyle n}, sodass {\displaystyle \Sigma _{n}^{0}} eine solche enthält (denn die Ordinalzahlen sind wohlgeordnet), was äquivalent dazu ist, dass {\displaystyle \Pi _{n}^{0}} eine solche enthält, da σ-Algebren abgeschlossen unter Komplementbildung sind. Dieses Element ist jedoch Vereinigung abzählbar vieler Elemente von {\displaystyle \textstyle \bigcup _{m<n}\Pi _{m}^{0}}, welche alle Borel-Mengen sind. Somit müsste das Element ebenfalls in der σ-Algebra enthalten sein, da σ-Algebren abgeschlossen bzgl. abzählbarer Vereinigung sind.
Umgekehrt sind alle offenen Mengen in der Borel-Hierarchie enthalten und die Mengen der Borel-Hierarchie sind abgeschlossen unter Komplementbildung und abzählbarer Vereinigung: Ersteres folgt unmittelbar aus der Definition der {\displaystyle \Pi _{n}^{0}} als Komplemente, zweiteres lässt sich wie folgt zeigen: Seien abzählbar viele in der Borel-Hierarchie auftretende Mengen {\displaystyle S_{0},S_{1},S_{2},\ldots } gegeben. Für jedes {\displaystyle i\in \mathbb {N} } existiert eine Ordinalzahl {\displaystyle \alpha _{i}}, sodass {\displaystyle S_{i}\in \Sigma _{\alpha _{i}}^{0}}, schließlich treten die Mengen in der Hierarchie auf. Für das Supremum {\displaystyle \textstyle {\hat {\alpha }}:=\sup _{i\in \mathbb {N} }\alpha _{i}} gilt dann {\displaystyle \textstyle \bigcup _{i\in \mathbb {N} }S_{i}\in \Sigma _{\hat {\alpha }}^{0}}, und das Supremum einer Menge von Ordinalzahlen ist ihre Vereinigung, somit ist {\displaystyle {\hat {\alpha }}} abzählbare Vereinigung abzählbarer Mengen und somit wiederum eine abzählbare Ordinalzahl. Nun wird auch deutlich, wieso gerade abzählbare Ordinalzahlen gewählt worden sind.

## Bezug zur projektiven Hierarchie
Über polnischen Räumen wird ausgehend von der Borel-Hierarchie die projektive Hierarchie definiert, welche auf den analytischen Mengen, den Projektionen von Borel-Mengen, aufbaut. Nach dem Satz von Suslin sind die Borel-Mengen in einem polnischen Raum genau die Mengen, die analytisch sind und deren Komplement ebenfalls analytisch ist.

## Duale Definition über abgeschlossene Mengen
Die Borel-Hierarchie lässt sich ebenfalls ausgehend von den abgeschlossenen Mengen definieren:
- {\displaystyle \Pi _{1}^{0}} sei die Menge aller abgeschlossenen Mengen.
- {\displaystyle \Sigma _{\alpha }^{0}:=\left\{S\subseteq X|X\setminus S\in \Pi _{\alpha }^{0}\right\}} für jede abzählbare Ordinalzahl {\displaystyle \alpha \geq 1}.
- {\displaystyle \textstyle \Pi _{\alpha }^{0}:=\left\{S\subseteq X|\exists A_{0},A_{1},A_{2},\ldots \in \bigcup _{p<\alpha }\Sigma _{\alpha }^{0}:S=\bigcap _{i\in \mathbb {N} }A_{i}\right\}} für jede abzählbare Ordinalzahl {\displaystyle \alpha >1}.

Die {\displaystyle \Pi _{\alpha }^{0}}-Mengen werden also als abzählbarer Schnitt von {\displaystyle \Sigma _{p}^{0}}-Mengen für {\displaystyle p<\alpha } definiert.

## Nomenklatur
Felix Hausdorff hat folgende Bezeichnungen für die Stufen der Hierarchie zu endlichen Ordinalzahlen eingeführt: {\displaystyle F_{\sigma }:=\Sigma _{2}^{0}}, {\displaystyle G_{\delta }:=\Pi _{2}^{0}}, {\displaystyle F_{\sigma \delta }:=\Pi _{3}^{0}}, {\displaystyle G_{\delta \sigma }:=\Sigma _{3}^{0}}, {\displaystyle F_{\sigma \delta \sigma }:=\Sigma _{4}^{0}}, {\displaystyle G_{\delta \sigma \delta }:=\Pi _{4}^{0}} etc., siehe auch Gδ- und Fσ-Mengen.  Die einheitliche Notation {\displaystyle \Sigma _{\alpha }^{0}}, {\displaystyle \Pi _{\alpha }^{0}}, {\displaystyle \Delta _{\alpha }^{0}}, die auch die Analogie zur arithmetischen Hierarchie in der Rekursionstheorie andeutet, wurde von John Addison 1959 eingeführt.